# Grand Union Canal
Le Grand Union Canal est un canal britannique.

## Géographie
Il commence à Londres et se termine à Birmingham pour une longueur de 220 kilomètres.

## Galerie

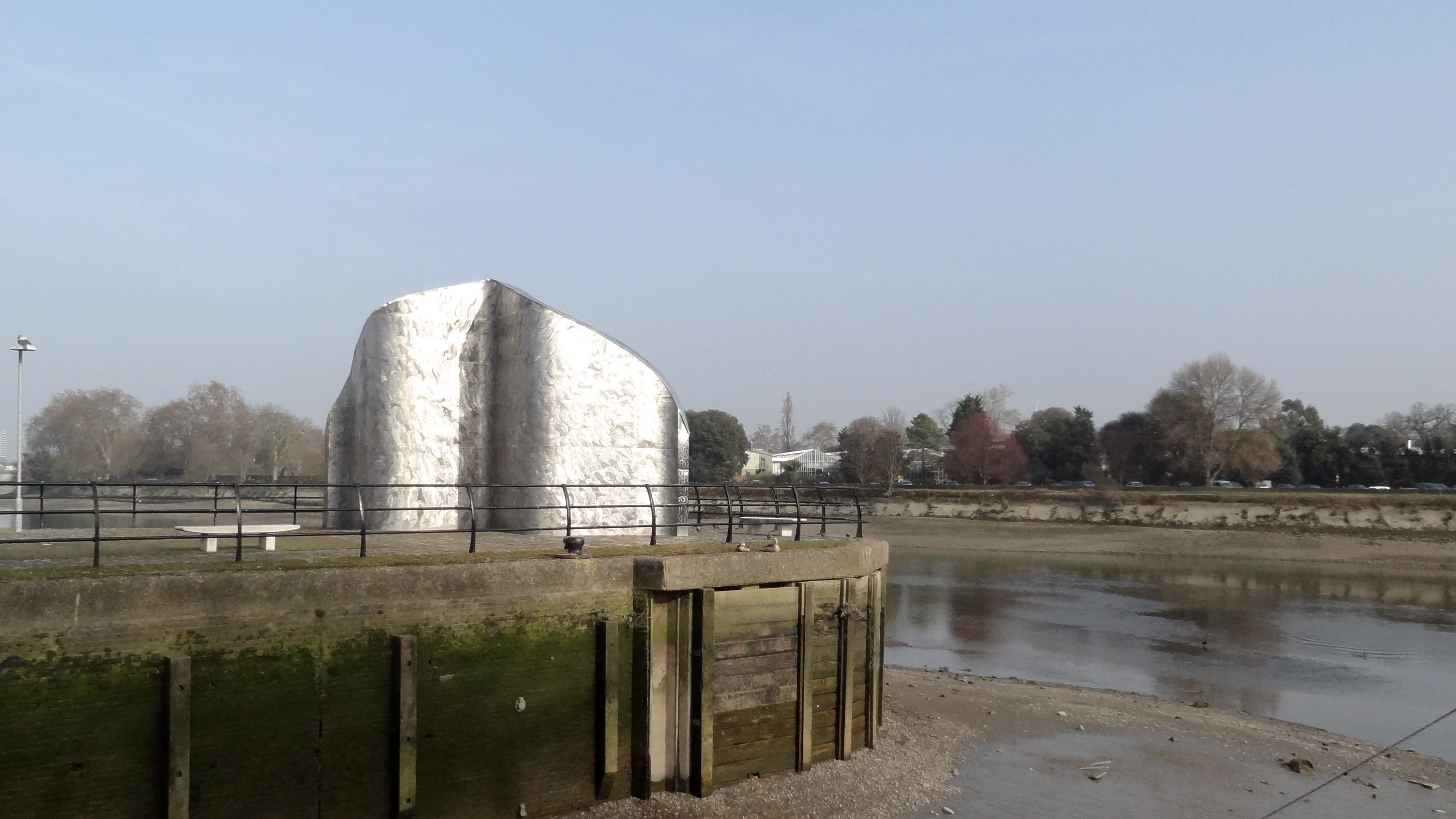
Sculpture à Ferry Wharf, Brentford, marquant l'entrée du Grand Union Canal depuis la Tamise à marée basse. Vue sur la Tamise jusqu'aux jardins de Kew. La sculpture s'appelle "Liquidity" et a été réalisée par Simon Packard en 2002.
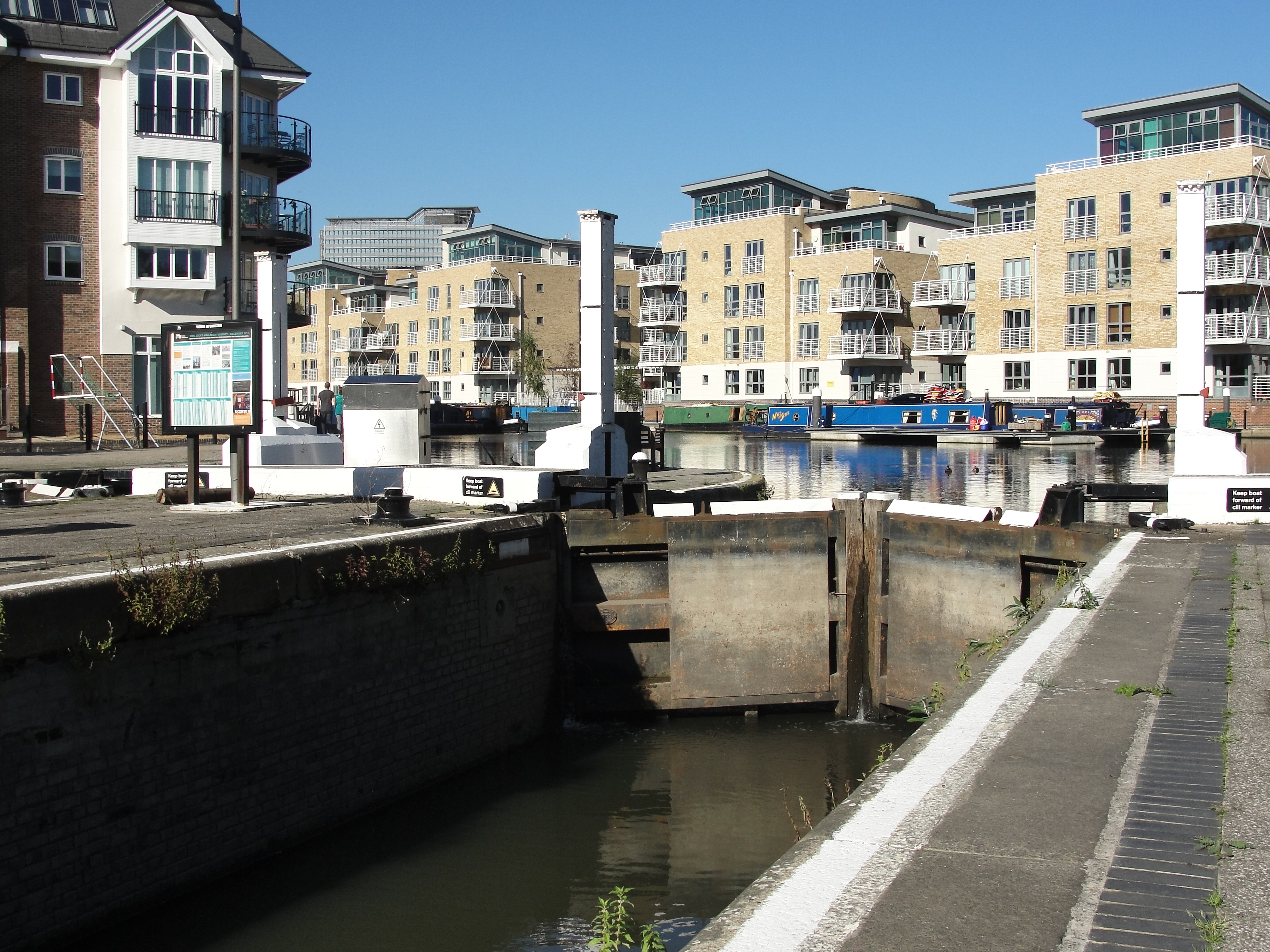
Écluses de Brentford, Londres
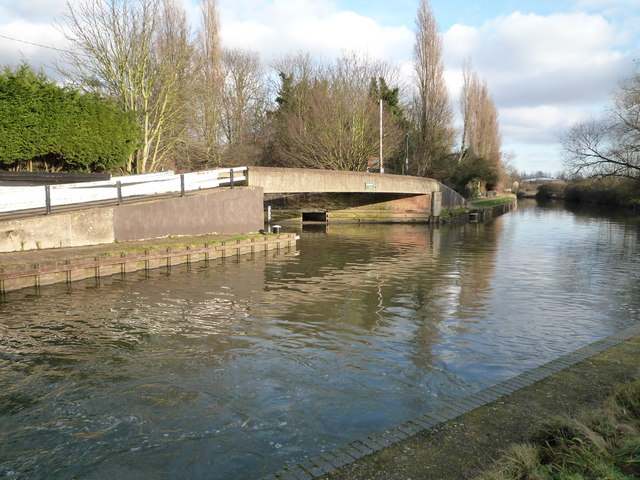
Confluence avec la rivière Brent, Londres
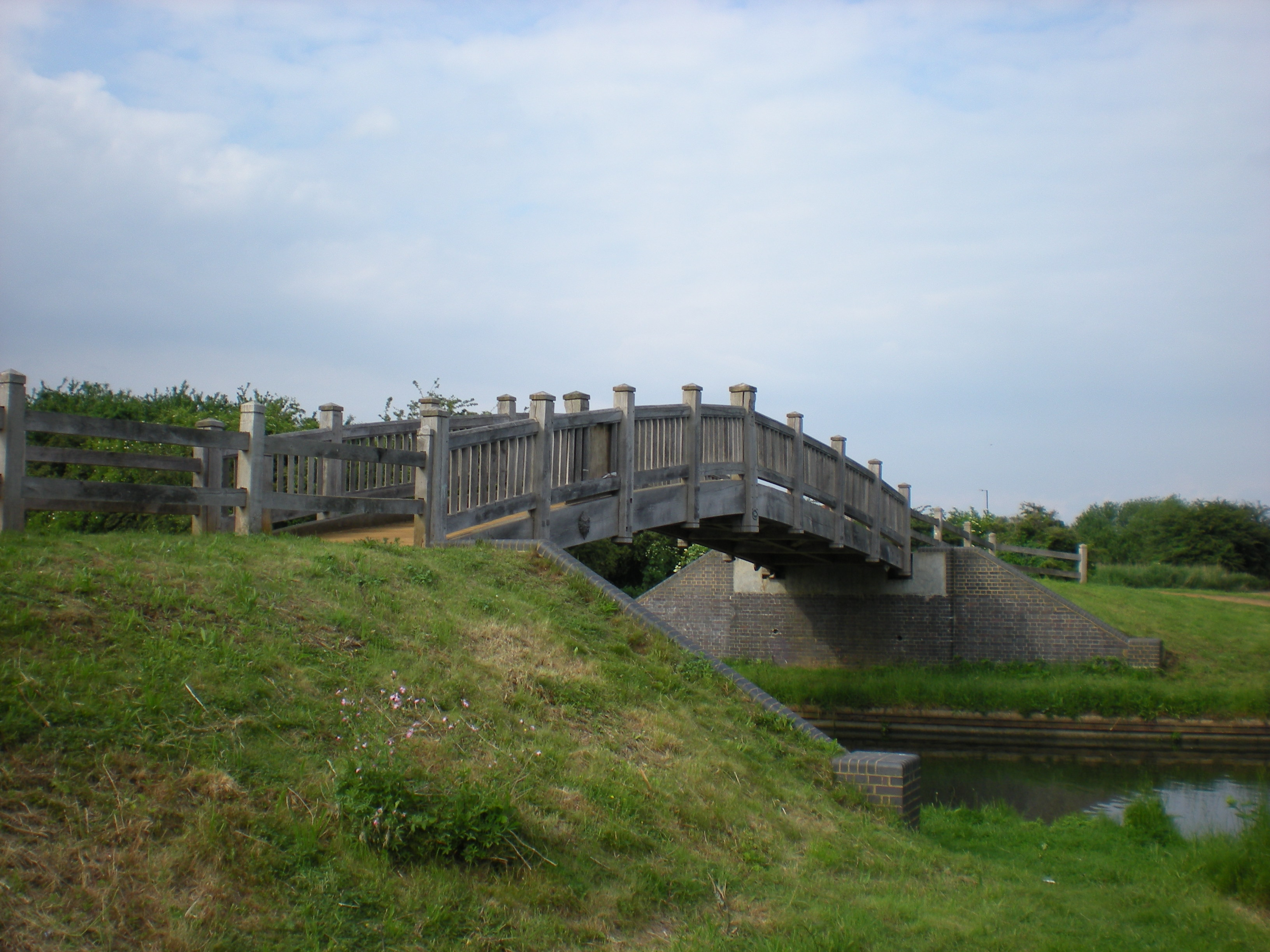
Pont en bois sur le canal à Northolt, Londres
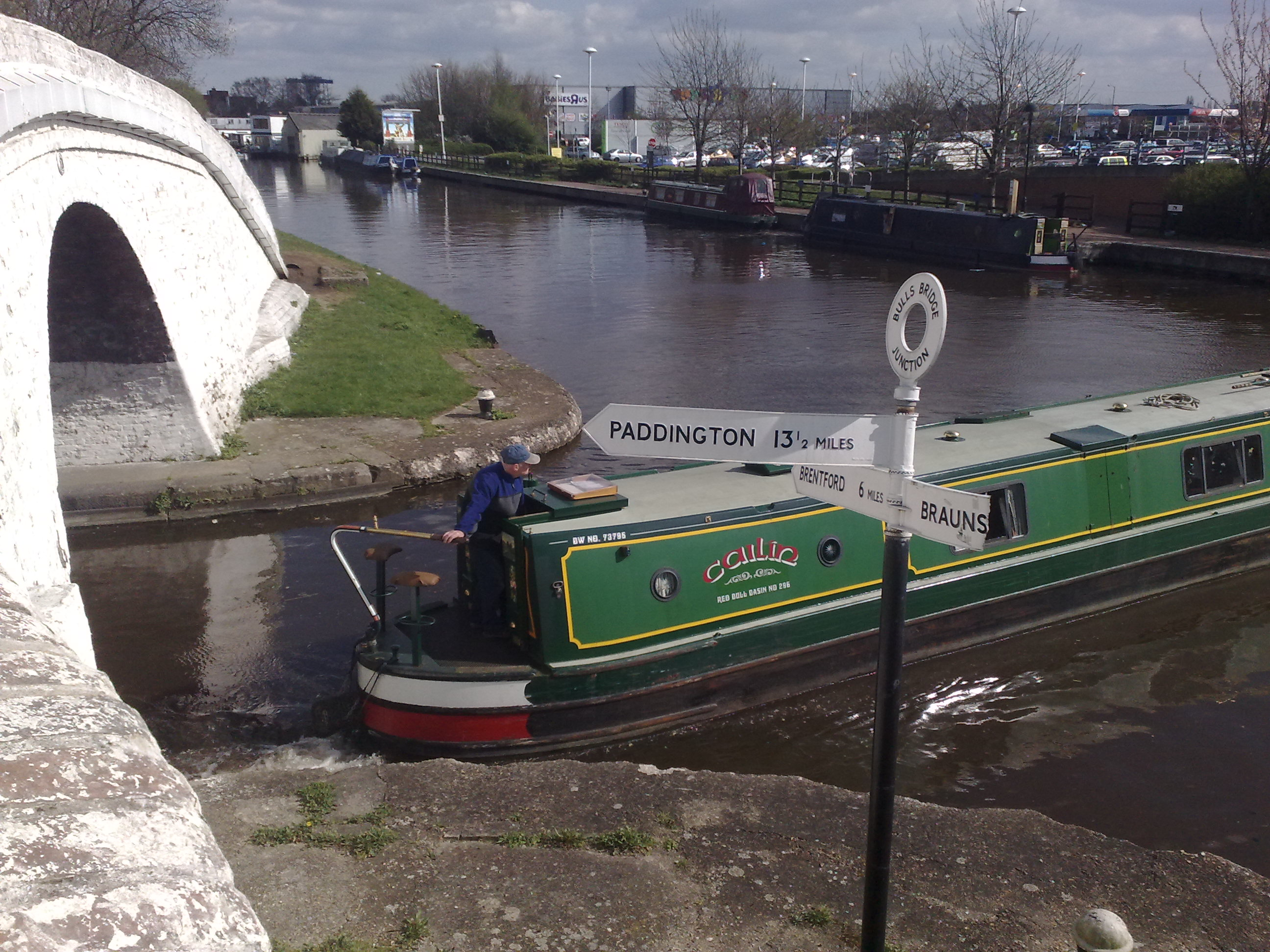
Bull's Bridge Junction dans la partie orientale de Hayes, à l'ouest de Londres
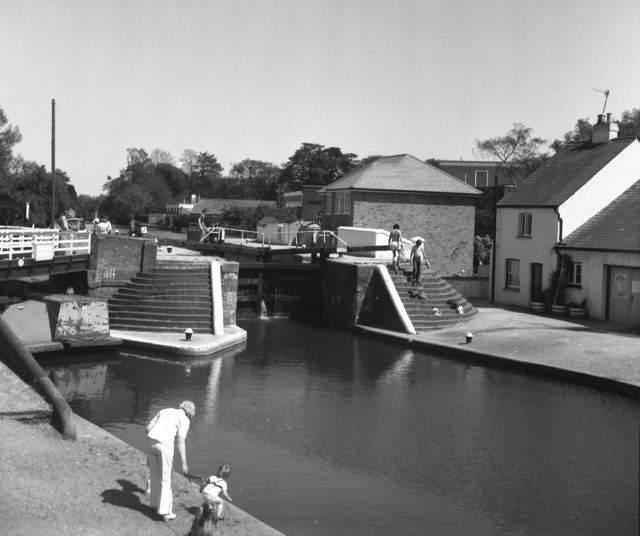
Écluse de Batchworth n° 81, (en 1977)
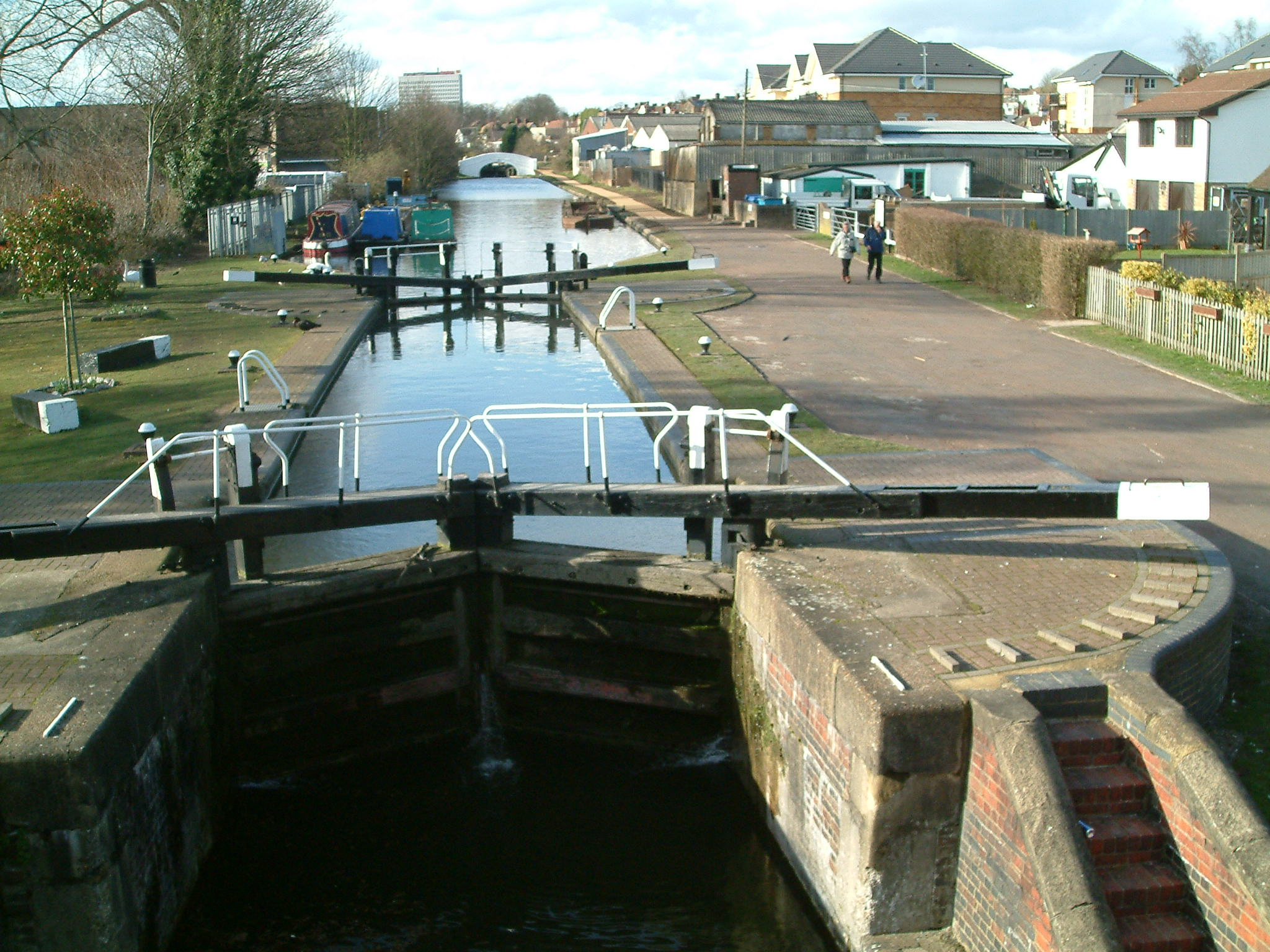
Une écluse et une voie d'accès à Apsley.
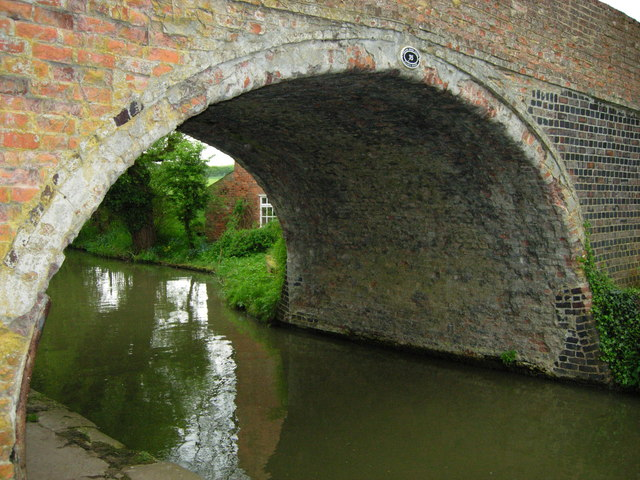
Le canal près de Bugbrooke, Northamptonshire
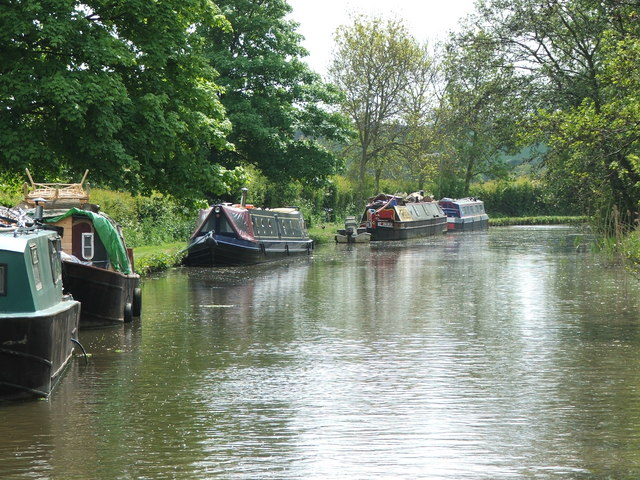
Le canal près de Nether Heyford, Northamptonshire
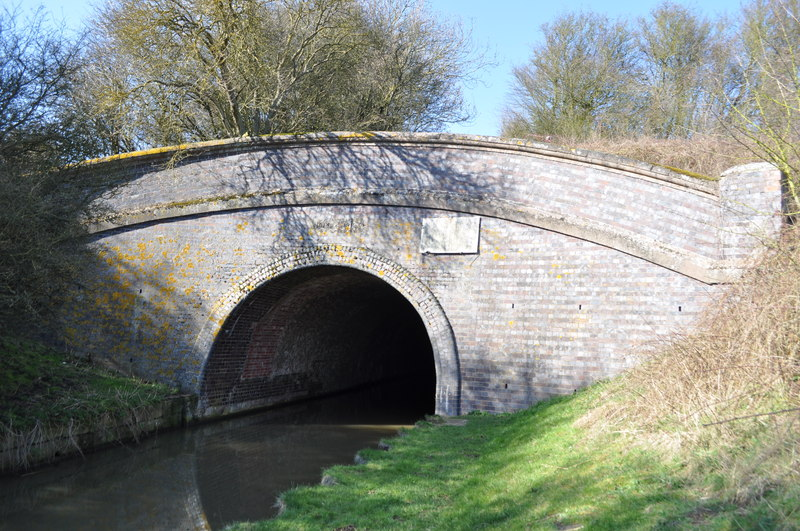
Tunnel de Saddington, Leicestershire